# Holzfeld
Holzfeld ist der südlichste von zehn Ortsbezirken der verbandsfreien Stadt Boppard im Rhein-Hunsrück-Kreis.
Der Ort lädt vor allem wegen seiner waldreichen Umgebung zum Wandern ein. Unterstrichen wird dies durch den erst vor kurzem angelegten „Rhein-Burgen-Wanderweg“.
In Holzfeld findet man einen nebenerwerblichen Landwirtschaftsbetrieb, der die umliegenden Felder bewirtschaftet. Die Landschaft ist weiter durch Streuobstwiesen geprägt, die zum großen Teil privat gepflegt werden.
Bis zur Eingliederung in die neue Gemeinde Boppard am 31. Dezember 1975 war Holzfeld eine eigenständige Gemeinde.

## Geographie
Zum Stadtteil gehört auch der westlichste Ausläufer der Rheininsel Ehrenthaler Werth.

## Geschichte
Der Name des Ortes stammt aus dem mittelhochdeutsch: Hals = fortlaufende schmale Höhe.
Somit leitet sich der Name Holzfeld von der geographischen Lage ab.
Erste Nennungen gehen auf das Jahr 1369 zurück, jedoch schätzt man die Gründung um einige Jahre früher. Gehörte Holzfeld anfangs noch zur Herrschaft Ehrenburg, fiel es doch bald unter kurpfälzische Verwaltung. Später wechselte es zwischen französischer und preußischer Herrschaft.
1948 wurde Holzfeld dem Kreis St. Goar eingegliedert und gehörte zwischenzeitlich zur Verbandsgemeinde St. Goar (1969) und zur Verbandsgemeinde Boppard (1970). Seit 1975 gehört Holzfeld nun mit 9 weiteren ehemaligen Gemeinden zur Stadt Boppard.
Auf einer Anhöhe im nordwestlichen Teil des Dorfkerns steht die evangelische Kirche aus dem 16. Jahrhundert mit mittelalterlichem Turm, ehemals Schutz- und Trutzkirche, früher mit einer hohen Mauer versehen. Sie ist eine der wenigen noch erhaltenen Wehrkirchen im Kreis. Im Innern ist ein sechseckiger Taufstein aus Basaltlava aus vorgotischer Zeit aufgestellt.

### Bergbau
Bereits 1764 sollte zwischen Holzfeld und Boxberg eine Kupfer- und Zinkgrube starten. Dies scheiterte jedoch an Kompetenzstreitigkeiten. Erst 1867 nahm die „Carlsgrube“ ihren Betrieb auf. Hauptressource war hierbei das Blei.
Die Tiefe der einzelnen Minenschächte betrug bis weit über 500 Meter.
Ein Schacht verlief sogar unterhalb des Rheins; er diente als Verbindungsweg zu anderen Bergbaugruben auf der rechten Rheinseite.
Im Krieg wurden die Gruben oft als Schutz vor Luftangriffen aufgesucht.
Kurze Zeit nach dem Krieg wurde der Bergbau in Holzfeld eingestellt.
Noch heute findet man die Überreste der Bergbauhütten im umliegenden Waldgebiet.

### Weltkulturerbe Mittelrheintal
Seit 2002 gehört Holzfeld, als Stadtteil der Stadt Boppard, zum Welterbe Kulturlandschaft Oberes Mittelrheintal der UNESCO.

## Politik
Der Ortsbeirat in Holzfeld besteht aus fünf ehrenamtlichen Ratsmitgliedern, die zuletzt bei der Kommunalwahl am 9. Juni 2024 in einer Mehrheitswahl gewählt werden sollten, und dem ebenfalls ehrenamtlichen Ortsvorsteher als Vorsitzendem. Nach der durchgeführten Wahl wurde jedoch festgestellt, dass die Stimmzettel nicht den gesetzlichen Vorgaben bei einer Mehrheitswahl entsprachen, da nicht die Namen aller Bewerberinnen und Bewerber enthalten waren. Daher ist für den 22. September 2024 eine Wiederholungswahl angesetzt worden.
Die vorangegangene Kommunalwahl im Jahr 2019, die als personalisierte Verhältniswahl durchgeführt wurde, weil zwei Wahlvorschläge vorlagen, brachte für die „Bürger für Boppard“ drei und für die SPD zwei Sitze.
Ortsvorsteher ist Johannes Link (Bürger für Boppard). Bei der Direktwahl am 26. Mai 2019 setzte er sich mit einem Stimmenanteil von 54,5 % gegen den bisherigen Amtsinhaber Werner Karbach (SPD) durch. Bei der Direktwahl am 9. Juni 2024 wurde er als einziger Bewerber mit 95,1 % für weitere fünf Jahre in seinem Amt bestätigt.

## Einrichtungen
Die zentrale Einrichtung für das Dorfleben ist das Dorfgemeinschaftshaus, das 1984 fast vollständig mit Eigenleistungen gebaut worden ist. Es beherbergt eine große Halle mit Bühne für Veranstaltungen und für Vereine, eine kleine Küche, die Räumlichkeiten des Jugendclubs, das Feuerwehrhaus und eine Gemeindegarage. Direkt nebenan befindet sich der Spielplatz, an dessen Stelle sich früher die Dorfschule befand.

## Vereine
In Holzfeld findet man ein reges Vereinsleben vor.
Sportverein Viktoria 1923 Holzfeld
Zum einen gibt es den Sportverein (SV Viktoria 1923 Holzfeld e. V.). Er bietet eine Vielzahl von Möglichkeiten sich sportlich zu betätigen. Zu nennen wären: Tischtennis, Fußball, Gymnastik, u. v. m. Seit 2003 veranstaltet der Sportverein den „Holzfelder Kulleslauf“ im Zusammenhang mit dem alljährlichen Sport- und Waldfest.
Der Kulleslauf (Hauptlauf) wird von den Teilnehmern als eine sehr anspruchsvolle 10 km-Strecke betrachtet. Durch die ständigen Berg- und Talabschnitte der Strecke und dem Wechsel zwischen Asphalt- und Waldwegen, werden die Kräfte der Sportler stark in Anspruch genommen.
Verkehrs- und Verschönerungsverein Holzfeld
Der Verkehrs- und Verschönerungsverein Holzfeld (VVV) sorgt ganzjährig für ein schönes Erscheinungsbild des Ortes. Dazu gehören z. B. die Ausbesserung der Waldwege und die Pflege von gemeindeeigenen Blumenbeeten.
2006 feierte der VVV sein 40-jähriges Bestehen.
Förderverein der Freiwilligen Feuerwehr Holzfeld
Des Weiteren gibt es noch den „Förderverein der Freiwilligen Feuerwehr Holzfeld“, dessen Mitgliederzahl ein Viertel der Einwohnerzahl beträgt. Sein Ziel ist es der Freiwilligen Feuerwehr des Ortes die größtmögliche Unterstützung zu kommen zu lassen, um zusammen mit der Stadt Boppard als Träger der Feuerwehr stets die volle Einsatzfähigkeit zu gewährleisten.
Darüber hinaus lädt der Förderverein einmal im Jahr zur Kappensitzung ins Dorfgemeinschaftshaus ein. Im Herbst 2004 feierte der Förderverein sein 35-jähriges und im Herbst 2019 sein 50-jähriges Bestehen.
Die Freiwillige Feuerwehr Holzfeld veranstaltet in Zusammenarbeit mit dem Förderverein in regelmäßigen Abständen den schon fast zur Tradition gewordenen Kinderfeuerwehrtag. Hierbei zeigen die Feuerwehrleute den Kindern u. a. das richtige Verhalten im Brandfall.
Musikverein 1971 Holzfeld
Auch musikalisch ist Holzfeld voll vertreten, und zwar mit dem „Musikverein 1971 Holzfeld e. V.“. Zu hören ist der Verein auf Festen und Konzerten in der Umgebung. Der Musikverein veranstaltet die Kirmes, die seit 1995 jedes Jahr am Gemeindehaus stattfindet.
Zu den traditionellen Aufgaben des Musikvereins im Dorf gehören u. a. die musikalische Mitgestaltung der Totenehrung am Volkstrauertag, des St. Martinumzuges und das vorweihnachtliche Musizieren im Dorfkern.

## Regelmäßige Veranstaltungen
- Kappensitzung (Feuerwehr)
- Kirmes (Musikverein)
- Sport- und Waldfest (Sportverein)
- Seniorentag (Ortsbeirat)

## Kulinarische Spezialitäten
Die kulinarische Spezialität des Ortes ist der Holzfelder „Kulles“, in anderen Regionen auch bekannt unter „Döppekooche“ oder „Dippelaabes“.

## Besonderheiten
Holzfeld wurde beim Wettbewerb „Unser Dorf soll schöner werden“ in der Sonderklasse auf Landesebene mit der Silbermedaille ausgezeichnet und wurde Sieger beim Wettbewerb „Ökologische Leistungen der Gemeinde“.